# Antonio Prohías
Antonio Prohías, né le 17 janvier 1921 à Cienfuegos (Cuba) et mort le 24 février 1998, est un auteur de bande dessinée cubain, célèbre pour sa série Spy vs. Spy publiée dans le magazine Mad.

## Biographie
Antonio Prohías naît le 17 janvier 1921 à Cienfuegos sur l'île de Cuba. Ses premiers bandes dessinées sont publiées dans le journal cubain El Mundo dans les années 1940. Il devient un auteur reconnu et est élu président de l'association cubaine des dessinateurs dans les années 1950. Il se spécialise dans le dessin politique mais peu après l'arrivée des castristes au pouvoir en 1959, il quitte l'île pour les États-Unis. Là, bien qu'il ne sache pas parler l'anglais, il se présente aux responsables du magazine Mad qui l'engagent sur le champ. Dans Mad, il dessine la série Spy vs. Spy qu'il continue jusqu'à sa retraite en 1990. Il meurt le 24 février 1998.

## Récompenses
A titre posthume
- 2017 : Temple de la renommée Will Eisner